# فرانشيسكو روسيتي
فرانشيسكو روسيتي (بالإنجليزية: Francesco Rossetti)‏ (و. 1833 – 1885 م) هو فيزيائي من مملكة إيطاليا . ولد في ترينتو .
توفي في بادوفا، عن عمر يناهز 52 عاماً.